# Crown Peak
Crown Peak lub Huangguan Feng (chiń. 皇冠峰; pinyin Huángguàn Fēng) – szczyt w paśmie Yengisogat, części Karakorum. Leży we wschodnich Chinach, ok. 42 km na północny zachód od K2. Jest to 84 szczyt Ziemi.
Pierwszego wejścia dokonała ekspedycja japońska w składzie: Kazuo Tokushima, Hideki Sakai, Tetsuya Abe, Masanori Nakashima, Mikio Suzuki, Akito Yamazaki, Masanori Natsume, Hitoshi Miyasaki, Kunihito Nakagawa, Yasuyuki Aritomi, Shinya Sasamori, Kiyoshi Matsuoka i Tetsuya Hasegawa w 1993 r.